# Урочище Леонтьево-Байракское
Урочище Леонтьево-Байракское — лесной заказник местного значения в Снежном (Донецкая область Украины). Статус заказника присвоен решением Донецкого облисполкома № 276 27 июня 1984 года. Площадь — 1290 га. С заказником работают Торезский гослесхоз, Снежнянское лесничество.
Леонтьевы буераки известны со времён Петра I, по распоряжению которого Примиусье, вошедшее в состав России по мирному договору 1700 года, начало заселяться русскими людьми. Первым постоянным селением на Миусе была деревня Леонтьевы Буераки, основателем которой был стряпчий Кормового двора Леонтий Богданов, сосланный в 1703 году вместе с женой и детьми в Азов. Через несколько лет в 1711 году селение было уничтожено крымскими татарами и вновь заселялось уже при Екатерине II. На протяжении длительного времени Леонтьев Буерак оставался анклавом в составе Славяносербского уезда Екатеринославской губернии, со всех окружённый территорией земель Войска Донского; впоследствии стал частью одноимённой области. В советское время с 1920 года урочище находилось в составе Донецкой губернии Украинской ССР, но в 1924 году разделено между УССР и РСФСР (в составе последней осталась небольшая часть, включая место, где располагалось само селение Леонтьев Буерак — ныне территория кирпичного завода в Куйбышево), став впоследствии частью Донецкой области. С 2014 года — под контролем самопровозглашённой Донецкой народной республики.
При создании заказника преследовалась цель сохранения в естественном виде лесного массива из дубово-ясеневых насаждений возрастом 45-80 лет (отдельные экземпляры возрастом 100 лет) — одного из немногих крупных массивов естественных дубрав в центральной части Донецкого кряжа.
Также заказник — место произрастания граба обыкновенного. Встречаются насаждения сосны.
В заказнике произрастают растения, которые занесены в Красную книгу Украины: ковыль волосистый, ковыль украинский, сон чернеющий, тюльпан дубравный, тюльпан змеелистный, шафран сетчатый.
Кроме того в заказнике произрастают и другие редкие растения: часпорыния донецкая, физоспарм Дона, колокольчик крупноколосковый.
Леонтьевский лес, входящий в состав заказника, по легенде был посажен в память погибшем казаке Леонтие, брате Клима Саура, в честь которого по легенде названа расположенная в 15 км к югу от урочища Саур-Могила.